# Jagdgeschwader 105
105-та винищувальна ескадра (нім. Jagdgeschwader 105 (JG 105) — навчальна винищувальна ескадра Люфтваффе, що існувала у складі повітряних сил вермахту за часи Другої світової війни.

## Історія
105-та винищувальна ескадра заснована 25 лютого 1943 року на основі штабу 5-ї школи винищувальної авіації (нім. Stab/Jagdfliegerschule 5 (JFS5) на аеродромі Віллакубле-Норд на території окупованої Франції.

## Командування

### Командири
штаб (Stab/JG 105)
- майор Ріхард Леппла (нім. Richard Leppla) (25 лютого — 31 серпня 1943);
- майор Гельмут Больц (нім. Helmut Bolz) (1 вересня 1943 — 30 вересня 1944);
- майор Ріхард Леппла (1 жовтня 1944 — 16 квітня 1945.

1-ша група (I./JG 105)
- гауптман Отто Бертрам (нім. Otto Bertram) (25 лютого — 13 вересня 1943);
- гауптман Юрген Гепе (нім. Jürgen Hepe) (вересень 1943 — 15 вересня 1944);
- гауптман Еріх Фольмер (нім. Erich Vollmer) (16 — 30 вересня 1944);
- гауптман Ганс Шпехт (нім. Hans Specht) (1 жовтня 1944 — 30 березня 1945.

2-га група (II./JG 105)
- майор Куно Ебелінг (нім. Kuno Ebeling) (15 жовтня 1944 — 30 березня 1945).

## Бойовий склад 105-ї винищувальної ескадри
- Штаб (Stab/JG 105)
- 1-ша група (I./JG 105)
- 2-га група (II./JG 105)

## Основні райони базуванняштабу105-ї винищувальної ескадри[1]
| Час                              | Місто           |
| -------------------------------- | --------------- |
| 25 лютого — 31 серпня 1943       | Віллакубле-Норд |
| 1 вересня 1943 — 18 березня 1944 | Шартр           |
| 19 березня — 6 червня 1944       | Бурж-Штадт      |
| 7 червня 1944 — 16 квітня 1945   | Маркерсдорф     |